# Pere de Palol i Salellas
Pere de Palol i Salellas (Girona, 25 de gener de 1923 - Barcelona, 4 de desembre de 2005) fou un arqueòleg català, fill de l'escriptor Miquel de Palol i Felip, net del poeta i periodista Pere de Palol i Poch i pare de Miquel de Palol i Muntanyola.
Va estudiar a la Universitat de Barcelona, on fou deixeble de Lluís Pericot i Garcia, Martín Almagro Basch i Francesc Riuró Llapart, tot col·laborant en les excavacions d'Empúries, i es va doctorar a la Universitat de Madrid. Fou director en funcions del Museu Arqueològic de Girona fins que el 1956 va aconseguir la plaça de catedràtic d'arqueologia i prehistòria a la Universitat de Valladolid i a partir de 1970 fou catedràtic d'arqueologia paleocristiana a la Universitat de Barcelona. És considerat la principal autoritat espanyola en arqueologia paleocristiana i des de 1964 fou fundador i president de les Reunions d'Arqueologia Cristiana Hispànica, 
Va ser director de l'Institut d'Arqueologia i Prehistòria de Barcelona entre els anys 1977 i 1983. El 1978 fou nomenat membre de l'Institut d'Estudis Catalans juntament amb Joan Maluquer de Motes, i de 1990 a 1995 en presidí la Secció Historicoarqueològica, i el 1982 fou assessor del Consell d'Arqueologia de la Generalitat de Catalunya. Va ingressar el 2000 a la Pontificia Academia Romana di Archeologia, i el 2002 va rebre la Pàtera d'Honor d'Arqueologia Catalana.
Va realitzar nombroses excavacions i estudis arqueològics, entre altres en el castrum visigòtic del Puig Rom a Roses, la necròpoli d'Agullana, en la ciutat romana de Clunia, al temple paleocristià i l'hàbitat profà del Bovalar, a Seròs (Segrià), als temples paleocristians de Fornells i Son Bou (Menorca) i Son Peretó (Manacor), a la vila romana d'Almenara-Pures i la basílica visigoda de San Juan de Baños entre d'altres.

## Guardons
- Premi Martorell d'Arqueologia de l'Ajuntament de Barcelona (1962)
- Premis Duseigneur de l'Académie des Inscriptions et Belles Letres de París (1968 i 1987)
- Medalla Narcís Monturiol de la Generalitat de Catalunya (1989)
- Doctor Honoris causa per l'Institut Pontifici d'Arqueologia Cristiana de Roma (2000)

## Obres
- La necrópolis de Agullana, Bronces hispano-visigodos de origen mediterráneo (1950)
- Tarraco hispano-visigoda (1953)
- Spanienkunst der frühen Mittelalters (1965)
- Arte hispánico de la época visigoda (1967)
- Arqueología cristiana de la España visigoda (1967)
- Arte paleocristiano (1969)
- El tesoro de áureos imperiales de Clunia (1974)
- La villa romana de la Olmeda de Pedrosa de la Vega (1982)
- La conversion de l'Aristocratie de la Péninsule Ibérique du IV siècle (1983)
- El tapís de la creació de la catedral de Girona (1986)
- El Bovalar. Conjunt d'època paleocristiana i visigoda (1989)
- Clunia. Historia de la ciudad y guía de las excavaciones (1994)
- Palol, Pedro de; Tuset Bertrán, Francesc; Cortés Álvarez de Miranda, Javier «Excavaciones en la iglesia visigoda de San Juan de Baños: Palencia, 1982» (en castellà). Publicaciones de la Institución Tello Téllez de Meneses, Nº. 49, 1983, pàgs. 241-264. ISSN: 0210-7317 [Consulta: 26 febrer 2017].